# Tjeckoslovakien i olympiska sommarspelen 1988
Tjeckoslovakien deltog i de olympiska sommarspelen 1988 med en trupp bestående av 163 deltagare, men ingen av landets deltagare erövrade någon medalj.

## Basket
Damer
Gruppspel
| Lag             | V | F | PF  | PA  | PD  | Poäng | Tie |
| --------------- | - | - | --- | --- | --- | ----- | --- |
| USA             | 3 | 0 | 282 | 234 | +48 | 6     |     |
| Jugoslavien     | 2 | 1 | 199 | 211 | −12 | 5     |     |
| Kina            | 1 | 2 | 200 | 214 | −14 | 4     |     |
| Tjeckoslovakien | 0 | 3 | 202 | 224 | −22 | 3     |     |

## Friidrott
Herrarnas 10 000 meter
- Martin Vrabel
  - Heat — fullföljde inte (→ gick inte vidare)

Herrarnas maraton
- Karel David
  - Final — 2"26,12 (→ 55:e plats)

Herrarnas diskuskastning
- Géjza Valent
  - Kval – 6346m
  - Final – 65,80m (→ 6:e plats)

- Imrich Bugár
  - Kval – 61,94m
  - Final – 60,88m (→ 12:e plats)

Herrarnas spjutkastning
- Jan Železný
  - Kval — 85,90m
  - Final — 84,12m (→  Silver)

- Zdenek Nenadal
  - Kval — 75,56m (→ gick inte vidare)

Herrarnas kulstötning
- Remigius Machura
  - Kval – 20,16m
  - Final – 20,57m (→ 5:e plats)

Herrarnas tiokamp
- Roman Hraban — 7781 poäng (→ 20:e plats)
  1. 100 meter — 10,98s
  2. Längd — 7,07m
  3. Kula — 15,84m
  4. Höjd — 1,79m
  5. 400 meter — 49,68s
  6. 110m häck — 14,94s
  7. Diskus — 45,32m
  8. Stav — 4,90m
  9. Spjut — 60,48m
  10. 1 500 meter — 5:06,68s

- Veroslav Valenta — 7442 poäng (→ 28:e plats)
  1. 100 meter — 11,51s
  2. Längd — 7,01m
  3. Kula — 14,17m
  4. Höjd — 1,94m
  5. 400 meter — 51,216s
  6. 110m häck — 15,18s
  7. Diskus — 45,84m
  8. Stav — 4,60m
  9. Spjut — 56,28m
  10. 1 500 meter — 5:03,17s

Herrarnas 20 kilometer gång
- Jozef Pribilinec
  - Final — 1:19:57 (→  Guld)

- Roman Mrázek
  - Final — 1:20:43 (→ 5:e plats)

Herrarnas 50 kilometer gång
- Pavol Szikora
  - Final — 3:47:04 (→ 10:e plats)

- Pavol Blazek
  - Final — 3:47:31 (→ 12:e plats)

- Roman Mrazek
  - Final — 3:50:46 (→ 17:e plats)

Damernas maraton
- Ludmila Melicherová
  - Final — 2"43.56 (→ 45:e plats)

Damernas diskuskastning
- Zdeňka Šilhavá
  - Kval – 66.52m
  - Final – 67.84m (→ 6:e plats)

Damernas kulstötning
- Zdeňka Šilhavá
  - Kval – 19.74m
  - Final – 18.86m (→ 11:e plats)

- Sona Vasickova
  - Kval — startade inte (→ gick inte vidare)

Damernas sjukamp
- Zuzana Lajbnerová
  - Slutligt resultat — 6252 poäng (→ 9:e plats)

## Handboll
Herrar
Gruppspel
|                 | PLD: | W: | D: | L: | F:  | A:  | Pts. |
| Sydkorea        | 5    | 4  | 0  | 1  | 127 | 117 | 8    |
| Ungern          | 5    | 3  | 0  | 2  | 102 | 93  | 6    |
| Tjeckoslovakien | 5    | 3  | 0  | 2  | 109 | 103 | 6    |
| Östtyskland     | 5    | 3  | 0  | 2  | 109 | 100 | 6    |
| Spanien         | 5    | 2  | 0  | 3  | 101 | 106 | 4    |
| Japan           | 5    | 0  | 0  | 5  | 97  | 126 | 0    |

Damer
Gruppspel
|                 | PLD: | W: | D: | L: | F: | A: | Pts. |
| Sydkorea        | 3    | 2  | 0  | 1  | 76 | 67 | 4    |
| Jugoslavien     | 3    | 2  | 0  | 1  | 58 | 58 | 4    |
| Tjeckoslovakien | 3    | 2  | 0  | 1  | 81 | 69 | 4    |
| USA             | 3    | 0  | 0  | 3  | 55 | 76 | 0    |

## Modern femkamp
Individuella tävlingen
- Milan Kadlec — 5130 poäng (→ 11:e plats)
- Tomáš Fleissner — 5010poäng (→ 19:e plats)
- Jiří Prokopius — 4903 poäng (→ 29:e plats)

Lagtävlingen
- Kadlec, Fleissner och Prokopius — 15043 poäng (→ 6:e plats)

## Tennis
Damsingel
- Regina Rajchrtová
  1. Första omgången – Förlorade mot Leila Meschi (Sovjetunionen) 5-7 5-7
- Jana Novotná
  1. Första omgången – Besegrade Isabelle Demongeot (Frankrike) 6-4 6-3
  2. Second omgången – Förlorade mot Barbara Paulus (Österrike) 4-6 3-6
- Helena Suková
  1. Första omgången – Bye
  2. Second omgången – Förlorade mot Il-Soon Kim (Sydkorea) 2-6 6-4 2-6

Herrdubbel
- Miloslav Mečíř och Milan Šrejber →  Brons
  1. Första omgången – Besegrade Shu-Hua Lu och Ke-Qin Ma (Kina) 7-5 6-1 6-4
  2. Second omgången – Besegrade Vijay Amritraj och Anand Amritraj (Indien) 4-6 6-4 4-6 6-4 6-2
  3. Kvartsfinal – Besegrade Guy Forget och Henri Leconte (Frankrike) 3-6 4-6 7-5 6-3 9-7
  4. Semifinal – Förlorade mot Ken Flach och Robert Seguso (USA) 2-6 4-6 1-6